# بوبوس (فلم)
بوبوس فيلم كوميدي مصري إنتاج عام 2009، بطولة عادل إمام ويسرا وحسن حسني وغيرهم من الممثلين الشباب يتحدث عن آثار الازمة الاقتصادية العالمية على رجال الأعمال والمجتمع وما يدور في ردهات رجال الأعمال في اطار كوميدي واجتماعي.

## قصة الفيلم
تدور أحداث الفيلم حول رجل الأعمال محسن هنداوي (عادل إمام) له نفوذه الأقتصادي والسياسي يتعرض لتعثر مالي بسبب الأزمة الاقتصادية العالمية، وأيضاً يتعرف على سيدة أعمال تتعرض للمشكلة ذاتها فيتحدان معاً لحل مأزقهما وتحدث العديد من المواقف الكوميدية بينهما.

## الممثلون
- عادل إمام
- يسرا
- حسن حسني
- لطفي لبيب
- رجاء الجداوي
- عزت أبو عوف
- أشرف عبد الباقي
- مي كساب
- ميسرة
- ضياء الميرغني
- يوسف فوزي
- يوسف داود
- هناء عبد الفتاح
- نهير أمين
- عبد الله مشرف
- عبد الرحيم التنير
- يوسف عيد
- بدرية طلبة
- محمد شومان
- حسن كامي
- سامح الصريطي
- نضال الشافعي
- محسن منصور
- أيمن عزب
- مصطفى حشيش
- أحمد دياب
- أحمد صيام
- حسن عبدالفتاح
- عماد بعرور
- فايزة عبدالجواد
- عادل مصطفى متولي

## روابط خارجية
- مقالات تستعمل روابط فنية بلا صلة مع ويكي بيانات